# Lingua ga
La lingua ga o ga è una lingua kwa parlata nel sud-est del Ghana, nella capitale Accra e nelle aree vicine.

## Classificazione
Insieme alla lingua dangme forma un ramo, chiamato appunto ga-dangme all'interno delle lingue kwa che a loro volta sono un sottogruppo della famiglia linguistica del Niger-Congo.

## Alfabeto
La lingua scritta si serve di un alfabeto basato su quello latino e composto dalle seguenti ventisei lettere: Aa, Bb, Dd, Ee, Ɛɛ, Ff, Gg, Hh, Ii, Jj, Kk, Ll, Mm, Nn, Ŋŋ, Oo, Ɔɔ, Pp, Rr, Ss, Tt, Uu, Vv, Ww, Yy, Zz.